# Hans-Wolfgang Helb

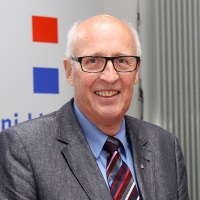
Hans-Wolfgang Helb

Hans-Wolfgang Helb (* 15. Dezember 1941 in Chemnitz) ist ein deutscher Zoologe, Ökologe, Ornithologe und Bioakustiker. Er ist Autor fach- und populärwissenschaftlicher Aufsätze und Bücher.

## Werdegang
Helb war  von 1972 bis 2007 als Dozent im Fachbereich Biologie an der TU Kaiserslautern beschäftigt, zusätzlich an den Universitäten in Landau/Pfalz, Koblenz und Trier. Daneben ist er ehrenamtlich  im Bereich Natur- und Umweltschutz aktiv, unter anderem als Berater für Naturschutzbehörden, als Vortragsreferent und Exkursionsleiter.
Helb war Mitglied und Vorsitzender in den Beiräten für Landespflege (Naturschutz) bei Stadt, Bezirk, Struktur- und Genehmigungsdirektion Süd (SGD Süd) und Umwelt-Ministerium von Rheinland-Pfalz.
Von 1998 bis 2006 war Helb Vizepräsident und von 2006 bis 2015 Präsident der POLLICHIA. Unter der Präsidentschaft von Hans-Wolfgang Helb öffnete sich der naturforschende Verein breiten Bevölkerungsgruppen in Rheinland-Pfalz. Die POLLICHIA unterstützte maßgeblich in Deutschland aufkommende neuartige Ansätze der Bürgerbeteiligung an der Naturforschung, besonders das Citizen-Science-Projekt ArtenFinder Rheinland-Pfalz.
Seit Gründung des Zweckverbandes Pfalzmuseum für Naturkunde 1998 war er bis 2015 als Vertreter der POLLICHIA anfangs Mitglied im Wissenschaftlichen Beirat, dann Mitglied der Zweckverbandsversammlung und stellvertretender Vorsitzender des Vorstandes.
In der Deutschen Ornithologen-Gesellschaft (DO-G) war Helb zwischen 1984 und 2002 in der Funktion des Beiratsmitgliedes und im Vorstand des Pressesprechers, des Schriftführers und als Generalsekretär aktiv.
Am 10. November 2005 erhielt Hans-Wolfgang Helb die Verdienstmedaille des Landes Rheinland-Pfalz. In der Feierstunde im Großen Sitzungssaal der SGD Süd hob Präsident Weichel das ehrenamtliche Wirken des 63-Jährigen besonders hervor.
2006 war Hans-Wolfgang Helb maßgeblich an der Neu-Errichtung der Georg von Neumayer-Stiftung beteiligt. Er führte diese als Stiftungsvorsitzender bis 2016. Gekrönt wurde diese Phase der Stiftung durch den Bau und die Eröffnung des stiftungseigenen Hauses der Artenvielfalt in Neustadt an der Weinstraße im Jahr 2015. 
Für seine Verdienste um die Errichtung des Hauses der Artenvielfalt in Neustadt an der Weinstraße wurde Wolfgang Helb 2018 zum Ehrenmitglied des Vorstandes der Georg von Neumayer Stiftung ernannt.

## Preise und Ehrungen
- Verleihung der Verdienstmedaille des Landes Rheinland-Pfalz 2005[1]
- Ernennung zum Ehrenmitglied des Vorstandes der Georg von Neumayer Stiftung der POLLICHIA 2018[2]

## Publikationen (Auswahl)
- Hans-Heiner Bergmann, Hans-Wolfgang Helb: Stimmen der Vögel Europas. BLV, München 1982.
- Hans-Heiner Bergmann, Hans-Wolfgang Helb, Sabine Baumann: Die Stimmen der Vögel Europas. Aula Verlag, Wiebelsheim 2008. (ISBN 978-3-89104-710-1)
- Rosl Rössner, Hans-Wolfgang Helb: Impressionen aus der Vogelwelt der Pfalz. Pollichia-Verlag, Neustadt/Weinstraße 2011.
- Rosl Rössner, Hans-Wolfgang Helb, Annalena Schotthöfer, Oliver Röller: Vögel in Rheinland-Pfalz – beobachten und erkennen. Pollichia-Verlag, Neustadt/Weinstraße 2013.
- Annalena Schotthöfer, Norbert Scheydt, Ernst Blum, Oliver Röller: Tagfalter in Rheinland-Pfalz – beobachten und erkennen. Pollichia-Verlag, Neustadt/Weinstraße 2014, 248 S. (Schriftleiter: Hans-Wolfgang Helb).
- Hans-Wolfgang Helb, Rosl Rößner (Fotos): Unsere Vogelwelt. Magische Momentaufnahmen. Franckh-Kosmos Verlag, Stuttgart 2015.
- Michael Geiger, Hans-Wolfgang Helb (Hrsg.): Naturforschung, Naturschutz, Umweltbildung – 175 Jahre POLLICHIA. Pollichia-Verlag, Neustadt/Weinstraße 2015.
- Hans-Wolfgang Helb, Rosl Rössner (Fotos): De wereld van onze vogels. Een blik op hun fascinerende leven. Kosmos Uitgevers, Utrecht/Antwerpen 2016.
- Hans-Wolfgang Helb, Rosl Rössner (Fotos): Świat naszych ptaków. Amber-Verlag, Warschau 2018. (ISBN 978-83-241-6783-8)
- Hans-Heiner Bergmann, Wiltraud Engländer, Sabine Baumann, Hans-Wolfgang Helb: Die Stimmen der Vögel Europas auf DVD, Version 2.1. Erweiterte Neubearbeitung mit 500 Artenporträts, 1713 Rufen und Gesängen sowie 1962 Sonagrammen. Aula Verlag, Wiebelsheim 2017.